# دباء البیعة
 شهرستان دباء  (به عربی:  ولایة دباء ) یا ( دباء البیعة ) و ( دباء مهلب ) نیز نامیده‌اند. (نسبتاً به مهلب بن أبی صفره یکی از شهرستان‌های استان مسندم در کشور پادشاهی عمان است. این شهرستان در جنوب شرقی استان مسندم و در کرانه غربی خلیج عمان واقع شده‌است، وبا ۳ امارات از امارات متحده عربی، شارجه و فجیره و رأس‌الخیمه همجوار است. وحدود مشترک دارد.به دلیل وجود دو شهر دیگر به همین نام (دبا)، و برای تمیز از همدیگر نام شهر  دِبّاء البیعه نامیده شده‌است.جمعیت این شهر ۲۶٫۳۹۵ نفر است...
این سه شهر در کرانهٔ دریای عمان واقع شده‌است و به شرح زیر می‌باشند:
- دبا الحصن  از توابع امارات شارجه است.[۲].
- دبا الفجیره  از توابع امارات فجیره است.[۳].
- دِبّاء البیعه  از توابع سلطنت عمان است.[۴].

## محدودهٔ دُبا
محدودهٔ شهرستان دبا: از شمال سلسله کوه حجر، از جنوب امارات متحده عربی، از مغرب کوه سر بفلک کشیدهٔ (الحریم)، و از سمت مشرق به دریای عمان محدود می‌گردد..

## جمعیت
جمعیت شهرستان دُبا در حدود ۵۸۷۶
نفر می‌باشد.
که از اهل سنت و مالکی مذهب هستند. شغل عمدهٔ مردم و ماهی گیری وتجارت است. ایت شهر در سال یازد دهم هجری قمری و در دوران خلافت ابوبکر توسط مسلمانان فتح شد ومردمش به اسلام گرویدند..

## پیشهٔ مردم
پیشه مردم شهرستان خصب ماهی گیری، دامداری وکشاورزی است. از منتوجات زراعتی: خرما، لومی ترش، میوه جات وسبزیجات و غله است. همچنین صناعت کشتی سازی، کوزه گری، قایق‌سازی ومنتوجات نخیل وشباک صید ماهی‌گیری نیز در این شهرستان رایج است..

## آثار باستانی
از آثار باستانی این شهرستان: قبور شقطه، یکی از مناطق تاریخی شهرستان، که مشهورترین آنها
«مقبرة أمیر الجیوش» است که زیارتگاه هزاران زوار در طول سال است. همچنین «حصن السیبة» یکی از قلعه‌های مشهور دبا می‌باشد که در عهد سلطان قابوس بن سعید بازسازی شده‌است. همچنین چند برج وبارو نیز وجود دارد که تاریخ بناه آن‌ها به دوران حکمرانانی که در منطقه حاکم بوده‌اند ساخته شده‌است که از بارزترین آن‌ها نام می‌بریم: «برج سبطان»، وعین «السقطة»، وخلجان خور معلی والمیم..

## مشاهیر دُبا
از شهر دبا در دوران گذشته مشاهیر و علماء و فرمانروایانی برخاسته‌اند که مشهورترین آن‌ها عبارت‌اند از: کعب بن سوار بن بکر قاضی القضاء در بصره در دروان خلافت خلیفهٔ دوم عمر بن الخطاب. مهلب بن أبی صفره فرمانروای خراسان در دوران خلافت بنی امیه. و از مشاهیر قرن گذشته شیخ صالح بن محمد الکمزاری الشحی می‌توان نام برد که اسمش در کتاب: («مخاطر الإستکشاف فی الجزیرة العربیة )» نوشته: (ولیام توماس) آمده‌است..

## فهرست منابع و مآخذ
- سلطنة عمان، مسقط: وزارة الاعلام، ۱۹۹۲ میلادی تاریخ وارد شده در |سال= را بررسی کنید (کمک)
- السلطان:قابوس، البوسعید،  موسوعة  دلیل الأعلام: مسقط، چاپ اول، سال ۱۹۹۸ میلادی. (به عربی).
- دکتر:القاسمی، سلطان، بن محمد،  «(تقسیم الإمبراطوریة العُمانیة)»  ،. چاپ دوم، مطابع البیان التجاریة دبی: سال انتشار ۱۹۸۹ میلادی.
- عمان فی عام ۱۹۸۶ (عام الحصاد والتراث) إصدار وزارة الإعللام، دارالعرب للطباعة والنشر والتوزیع، ۱۹۸۶ میلادی
- لفتنانت کولونیل، سیر آرنولد ویلسون،  «(تاریخ عمان والخلیج)»  ،. انتشار سال ۱۹۸۸ میلادی.
- دکتر:ادوارد، هندرسون، “ (ذکریات عن دولة الإمارات و سلطنة عمان) “، چاپ موتیف ایت للنشر، مطبعة راشد، عجمان ۱۹۸۸ میلادی.